# Linea E Embarcadero
La linea E Embarcadero è una tranvia in servizio nella città di San Francisco, nello Stato della California, e operata con vetture storiche. È gestita dalla San Francisco Municipal Railway (Muni) con il supporto della Market Street Railway, un'organizzazione no-profit che si occupa di raccogliere i fondi per restaurare le vetture tranviarie d'epoca.
La linea venne originariamente aperta il 31 agosto 2008, svolgendo il proprio servizio solo durante gli eventi Sunday Streets. Il 28 marzo 2014, la SFMTA approvò l'estensione del servizio della linea a tutti i fine settimana, che si concretizzò il 1º agosto 2015. In seguito, il 23 aprile 2016 fu attivato anche il servizio durante il resto della settimana.

## Il servizio
La tranvia è attiva sette giorni su sette, con frequenze variabili tra i 15 e i 20 minuti.